# Jean Louis Quentin de Richebourg
Jean Louis Quentin de Richebourg, dit le marquis de Champcenetz, né le 26 mai 1723 à Paris, mort en 1813, fut le gouverneur des châteaux des Tuileries, de Meudon, Bellevue et Chaville. 

## Biographie
Ses parents étaient Louis Quentin de La Vienne, marquis de Champcenetz, gouverneur du château de Meudon, et Thérèse Louise Trévillon. 
De son premier mariage avec Marie Rose Tessier (décédée le 6 octobre 1754 à Paris, fille de Pierre Christophe Tessier, seigneur de Neubourg et de Septeuil, conseiller du roi en ses Conseils, intendant et contrôleur général des écuries et livrées, et de Marie Thérèse Guiller), il eut : 
- un fils, Louis Pierre Quentin de Richebourg.

Il s'est marié en secondes noces avec Madeleine Pernon (née en 1737 et décédée le 1er octobre 1775 à Paris, fille de Louis Pernon, échevin de Lyon, député de Lyon au Conseil royal du Commerce, trésorier général des troupes de la Maison du Roi et de l'ordinaire des guerres, et de Dominique Le Prestre), avec qui il eut trois autres enfants : 
- Louis René Quentin de Richebourg (1760-1794) ;
- Edmond Ferdinand Quentin de Richebourg (1762-1805), capitaine au régiment de Noailles dragons, marié avec Louise Joséphine Le Prestre de Neubourg puis avec Hortense de Saint-Belin-Malain.

Il se marie en troisièmes noces avec Albertine Elisabeth de Neukirchen de Nyvenheim (1742-1805).
Il était le frère de Marie Thérèse Quentin de Richebourg (morte en 1761).
Une quittance du 14 janvier 1783, rédigée par lui, donne de précieux renseignements sur ses titres : 
« Je soussigné Messire Jean Louis Quentin de Richebourg, chevalier marquis de Champcenest, gouverneur de Meudon, Chaville et dépendances, capitaine des chasses desdits lieux, au nom et comme syndic des Pères Capucins de Meudon, reconnois avoir reçu de Monsieur Loiseau de Bérenger, trésorier général des maisons et finances de Monseigneur le duc d'Orléans, la somme de trois cent quarante quatre livres, accordée par mondit seigneur aux Capucins dudit Meudon, pour l'année mil sept cent quatre vingt trois, sur laquelle somme il sera retenu les vingtièmes. Fait à Meudon, le quatorze janvier 1783. [Suit la signature] Quentin de Richebourg, marquis de Champcenetz ».